# Голодаш
ФК «Сомбатгей Галадаш» (угор. Szombathelyi-Swietelsky Haladás VSE) — угорський футбольний клуб з міста Сомбатгей, заснований 1919 року. Виступає в ОТП Банк Лізі. Домашні матчі приймає на стадіоні «Галадаш», місткістю 9 859 глядачів.

## Виступи в єврокубках
| Сезон   | Змагання               | Раунд   | Країна                                         | Клуб           | Вдома | На виїзді | В сукупності |
| ------- | ---------------------- | ------- | ---------------------------------------------- | -------------- | ----- | --------- | ------------ |
| 1975–76 | Кубок володарів кубків | 1Р      | Мальта                                         | Валетта        | 7–0   | 1–1       | 8–1          |
| 1975–76 | Кубок володарів кубків | 2Р      | Австрія                                        | Штурм Грац     | 1–1   | 0–2       | 1–3          |
| 1981–82 | Кубок Мітропи          |         | Соціалістична Федеративна Республіка Югославія | Осієк          | 4–2   | 0–3       | 4–5          |
| 1981–82 | Кубок Мітропи          |         | Італія                                         | Мілан          | 0–1   | 0–2       | 0–3          |
| 1981–82 | Кубок Мітропи          |         | Чехословаччина                                 | Вітковіце      | 2–2   | 1–6       | 3–8          |
| 1988    | Кубок Інтертото        | Група 5 | Швейцарія                                      | Янг Бойз       | 3–1   | 0–4       | 3–5          |
| 1988    | Кубок Інтертото        | Група 5 | Чехословаччина                                 | ДАК 1904       | 0–0   | 0–3       | 0–3          |
| 1988    | Кубок Інтертото        | Група 5 | Швеція                                         | Норрчепінг     | 0–1   | 0–0       | 0–1          |
| 2009–10 | Ліга Європи            | 1КР     | Казахстан                                      | Іртиш Павлодар | 1–0   | 1–2       | 2–2(г)       |
| 2009–10 | Ліга Європи            | 2КР     | Швеція                                         | Ельфсборг      | 0–0   | 0–3       | 0–3          |